# أرت كاسل
أرت كاسل (بالإنجليزية: Art Kassel)‏ هو قائد فرقة ‏ وموسيقي أمريكي، ولد في 18 يناير 1896 في شيكاغو في الولايات المتحدة، وتوفي في 3 فبراير 1965 في فان نويس في الولايات المتحدة.

## وصلات خارجية
- أرت كاسل على موقع IMDb (الإنجليزية)
- أرت كاسل على موقع ميوزك برينز (الإنجليزية)
- أرت كاسل على موقع ديسكوغز (الإنجليزية)